# عمران الحیدی
عمران الحیدی (انگلیسی: Amran Al-Hidi؛ زادهٔ ۷ آوریل ۱۹۹۸) بازیکن فوتبال اهل عمان است.
از باشگاه‌هایی که در آن بازی کرده‌است می‌توان به باشگاه السویق اشاره کرد.
وی همچنین در تیم ملی فوتبال عمان بازی کرده‌است.